# نبرد اومان
نبرد اومان (به آلمانی: Kesselschlacht bei Uman) یک نبرد محاصره‌ای در جبهه شرقی جنگ جهانی دوم بود که در از اواسط ماه ژوئیه تا اوایل ماه اوت سال ۱۹۴۱ میان ورماخت و ارتش سرخ رخ داد و در نهایت با پیروزی آلمانی‌ها و شکست نسبتاً سنگین شوروی به پایان رسید. در این نبرد گروه ارتش شمال آلمان با موفقیت اقدام به محاصره و انهدام دو ارتش جبهه جنوب غربی شوروی در ناحیه اومان در شرق اوکراین نمود که به اسارت ۱۰۳ هزار تن انجامید.

## پیش‌زمینه

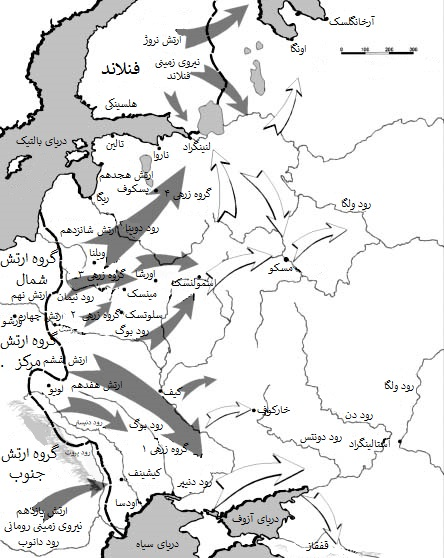
محل استقرار و حوزه عملیاتی گروه ارتش جنوب ورماخت در جنوب خط مقدم بر اساس طرح نهایی عملیات بارباروسا

طبق طرح عملیاتی بارباروسا، گروه ارتش جنوب آلمان می‌بایست بر منطقه راهبردی اوکراین با منابع حیاتی فراوان، مسلط می‌شد. در طرح اولیه، قوای این نیرو می‌بایست در یک حرکت گازانبری با پیشروی از شمال و جنوب با شکستن دفاع مرزی شوروی و نفوذ پر شتاب ۶۵۰ کیلومتری در عمق اراضی آن، خود را به رود دنیپر می‌رساندند و عمده نیروهای ارتش سرخ در اوکراین را در غرب این رود به محاصره درمی‌آوردند.  عدم مشارکت ارتش یازدهم در تهاجم، جناح شمالی گروه ارتش جنوب را وادار به یک حمله رو در رو صرفاً از یک طرف ساخته بود. بدین ترتیب، این بخش از نیروها می‌بایست خود را در عرض سه تا چهار هفته به رود دنیپر می‌رساندند و سپس با چرخش به سمت جنوب، نیروهای ارتش سرخ را بین خود و دریای سیاه به محاصره درمی‌آوردند.
با آغاز عملیات بارباروسا در ۲۲ ژوئن سال ۱۹۴۱، گروه ارتش جنوب که در فضای تنگ بین مرداب‌های پریپیات و کوه‌های کارپات متمرکز شده بود، اوکراین را مورد هجوم قرار داد. این گروه ارتش قوای جبهه جنوب غربی شوروی به فرماندهی سپهبد میخائیل کیرپونوس را در مقابل خود داشت. ارتش سرخ بزرگ‌ترین تمرکز قوای خود را در این منطقه قرار داده بود. علاوه بر قوای تحت امر کیرپونوس، روز ۲۵ ژوئن استاوکا، فرماندهی عالی شوروی، جبهه جنوبی به فرماندهی ارتشبد ایوان تیولنف را نیز به کمک ارتش‌های نهم و هجدهم ایجاد کرد تا در قسمت جنوبی جبهه مجموعاً قریب به ۸۰۰ هزار سرباز آلمانی با نزدیک به ۱٫۲ میلیون سرباز شوروی به پیکار بپردازند.

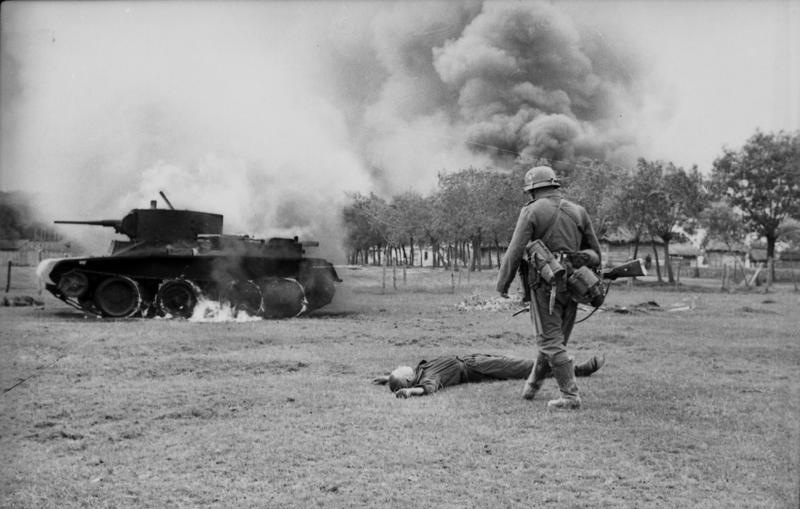
سرباز پیاده‌نظام آلمانی در کنار جسد یک سرباز ارتش سرخ، ژوئن ۱۹۴۱

نیروهای ارتش سرخ در این ناحیه دست به دفاعی شدید زدند و با وجود کمبودهای جدی در زمینه سوخت و مهمات، از جانب فرماندهان عالی موظف به اجرای بلافاصله ضد حملات گردیدند. با فراخوانده شدن هر سه سپاه مکانیزه ذخیره و تمرکز آن‌ها در شمال شرقی ریوْنه، نخستین ضد حمله نیروهای جبهه جنوب غربی ارتش سرخ در محور ولادیمیر-ولینسکی، دوبنو و ریونه با پنج سپاه ۸، ۹، ۱۵، ۱۹ و ۲۲ مکانیزه به وقوع پیوست. آغاز ضد حملات از روز ۲۶ ژوئن موجب به پا شدن یک نبرد زرهی در مقیاسی بی‌سابقه بین بیش از ۲ هزار تانک در خط مقدمی به طول ۷۰ کیلومتر شد. این ضد حملات که به صورت تکه‌تکه و با گرفتاری به مشکلات فرماندهی و بی‌تجربگی افسران ارتش سرخ در کنترل توده نیروهای زرهی، به اجرا درمی‌آمدند، در رسیدن به اهداف تعیین شده ناموفق بودند و باعث از بین رفتن بسیاری از نیروهای ذخیره شوروی در منطقه شدند. این نبردهای شدید هر دو طرف را متحمل خسارات و تلفات زیادی کرد.

## ترکیب یگان‌ها
آلمان
روز ۱۹ ژوئیه، از شمال به جنوب:
- گروه ارتش جنوب - فیلدمارشال گرت فون روندشتت:
  - گروه زرهی ۱ - ارتشبد ایوالت فون کلایست:
    - سپاه ۳ موتوریزه
    - سپاه ۱۴ موتوریزه
    - سپاه ۴۸ موتوریزه

  - ارتش ششم - فیلدمارشال والتر فون رایشناو:
    - سپاه ۱۷
    - سپاه ۲۹
    - سپاه ۵۱
    - سپاه ۵۵
    - سپاه ۴۴
    - سپاه ۴

  - ارتش هفدهم - ارتشبد کارل-هاینریش فون اشتولپ‌ناگل
    - سپاه ۴۹ کوهستان
    - سپاه ۵۲
    - سپاه متحرک مجارستان

  - ارتش یازدهم - ارتشبد اویگن ریتر فن شوبرت
    - ارتش سوم رومانی:
      - سپاه کوهستان رومانی
      - سپاه سواره‌نظام رومانی

    - سپاه ۴ رومانی
    - سپاه ۹
    - سپاه ۳۰[۱۱]

## پیشروی آلمانی‌ها

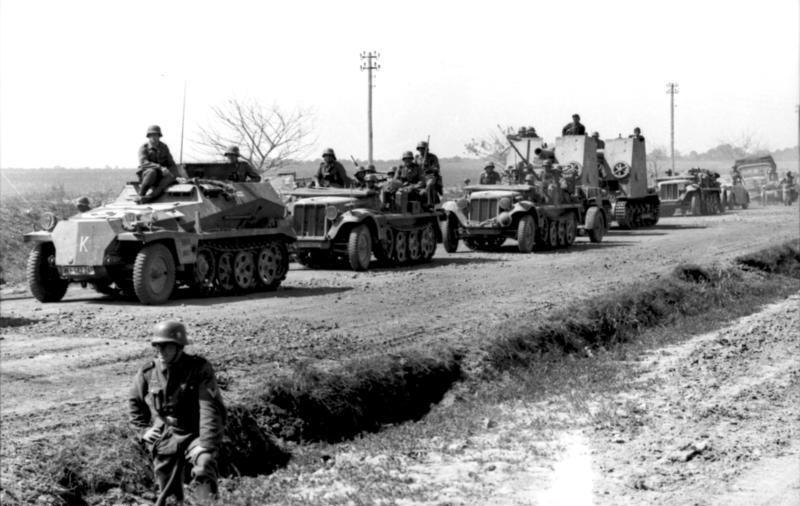
نبرد اومان پیشروی آلمانی ها

در نهایت روز ۳۰ ژوئن پس از اثبات بی‌ثمری ضد حملات خسارت بار، استاوکا به کیرپونوس فرمان داد نیروهای خود را تا روز ۹ ژوئیه تا مواضع دفاعی جدید در مناطق استحکامات کوروستن، نووگورود-وولینسکی و لتیچف در طول مرز سال ۱۹۳۹ شوروی و لهستان موسوم به خط دفاعی استالین عقب بکشد. سه ارتش ششم، دوازدهم و بیست و ششم شوروی هنگام عقب‌نشینی مداوما در معرض خطر محاصره شدن توسط گروه زرهی ۱ و ارتش هفدهم ورماخت از شمال و مدتی بعد ارتش یازدهم ورماخت از جنوب بودند. اوایل ژوئیه پیشروی غیرقابل توقف سپاه ۳ و سپاه ۴۸ موتوریزه گروه زرهی ۱ ورماخت به ترتیب از ریونه به سمت نووگورود-وولینسکی و در جنوب به سمت شِپِتیفکا، خطر تصرف بخشی از خط استحکامات کیرپونوس و محاصره ارتش‌های در حال عقب‌نشینی آن در جنوب را ایجاد می‌کرد. از این رو کیرپونوس دستور به ضد حمله ارتش پنجم با دو سپاه از پیش تضعیف‌شده ۲۷ تفنگ‌دار و ۲۲ مکانیزه از شمال علیه سرنیزه زرهی آلمان داد. با وجود به تأخیر افتادن پیشروی سپاه ۳ موتوریزه ورماخت با ضد حمله کیرپونوس و فراهم آمدن مقدار بیشتری وقت جهت عقب‌نشینی نیروهای او به مواضع دفاعی مشخص شده، خط استالین نیز با رسیدن لشکر یازدهم زرهی ورماخت به بردیچیف، روز ۷ ژوئیه در جنوب نووگورود-وولینسکی شکسته شد تا یک شکاف بین ارتش پنجم و ششم شوروی ایجاد شود.
با ادامه عقب‌نشینی نیروهای ارتش سرخ، بین روزهای ۶ تا ۹ ژوئیه دو سپاه ۳ و ۴۸ موتوریزه ورماخت بردیچیف، نووگورود-وولینسکی و ژیتومیر را به تصرف خود درآوردند. سلطه آلمانی‌ها بر بردیچیف بیشترین تهدید را برای شوروی با در خطر محاصره قرار دادن جناح چپ جبهه جنوب غربی آن، ایجاد کرد. بدین جهت کیرپونوس دستور به پایداری شدید ارتش ششم شوروی با حمایت دو سپاه ۱۵ و ۱۶ مکانیزه در جنوب این شهر داد. روز ۹ ژوئیه فرماندهی گروه ارتش جنوب و فرماندهی عالی نیروی زمینی آلمان مجدداً بر محاصره و انهدام نیروهای دشمن در غرب رود دنیپر به عنوان هدف اصلی تأکید کردند. بر خلاف میل رهبران نیروی زمینی، آدولف هیتلر، پیشوای آلمان تمایلی به تهاجم به کیِف نداشت و دستیابی به گذرگاهی بر رود دنیپر را نیز تابع انهدام آرایش‌های بزرگی از نیروهای دشمن در غرب این رود می‌دید. او اذعان داشت اگر محاصره نیروهای دشمن تا رود بوگ جنوبی محقق نشود، کلیت گروه زرهی ۱ به سمت کیف و رود دنیپر در جنوب شرقی پیشروی خواهد کرد. در همین حال، فیلدمارشال گرت فن روندشتت، فرمانده گروه ارتش جنوب، عقیده داشت با عقب‌نشینی بسیاری از یگان‌های ارتش سرخ به سمت شرق، دیگر محاصره آن‌ها تا رود بوگ جنوبی عملی نیست و با همراهی ارتشبد فرانتس هالدر، رئیس ستاد کل نیروی زمینی آلمان، خواهان به محاصره درآوردن آن‌ها در حوالی بیلا تسرکفا در غرب رود دنیپر شد که با رضایت هیتلر به شرط مراقبت از جناح شمالی گروه زرهی ۱ مواجه گشت.
کیرپونوس روز ۹ ژوئیه ضد حمله بزرگی علیه رخنه آلمانی‌ها به سمت شرق صورت داد. سپاه‌های ۹، ۱۹ و ۲۲ مکانیزه ارتش پنجم شوروی با پشتیبانی سپاه ۳۱ تفنگ‌دار شوروی، نیروهای ورماخت را در ناحیه نووگورود-وولینسکی مورد هدف قرار دادند. این نیروهای ارتش سرخ با تمرکز بالایی از تانک‌های تی-۳۴، با لشکر سیزدهم زرهی ورماخت درگیر شدند. با وجود تلاش فراوان شوروی، گروه زرهی ۱ ورماخت توانست «کوریدور ژیتومیر» را باز نگاه دارد. پس از چهار روز رزم سنگین، نیروهای شوروی قادر به کسب دستاورد ارضی چندانی نشدند.
روز ۱۲ ژوئیه کیرپونوس قرارگاه ارتش بیست و ششم را به جایگاه ذخیره جبهه جنوب غربی عقب کشید و نیروهای آن را بین ارتش‌های ششم و دوازدهم شوروی تقسیم کرد. او با قرار دادن تمامی نیروهای متمرکز شده شوروی در شرق و شمال شرقی بیلا تسرکفا تحت امر ژنرال کوستنکو، فرمانده ارتش بیست و ششم شوروی، او را موظف به تهاجم به سمت شمال غربی و برقراری مجدد اتصال به ارتش پنجم شوروی کرد. در همین حال فن روندشتت دو سپاه در جناح جنوبی خود را متوجه ارتش بیست و ششم شوروی نمود. هنگامی که آلمانی‌ها ۱۵ ژوئیه کوزیاتین را تصرف کردند، کیرپونوس به یک‌باره متوجه قرار گرفتن تهاجم اصلی گروه ارتش جنوب ورماخت به سمت جنوب با هدف به محاصره درآوردن نیروهای در حال عقب‌نشینی شوروی در جهت رود دنیپر شد و اقدام به عقب نشاندن نیروهای به سمت شرق کرد. مارشال بودیونی، فرمانده جهت جنوبی شوروی، ۱۶ ژوئیه به تیولنف دستور داد مواضع رود دنیستر را رها کند. از روز بعد از تیولنف خواست نیروهای خود را در نزدیکی اومان متجمع سازد.
کیرپونوس ۱۷ ژوئیه، بدون مجوز استاوکا، به ارتش‌های ششم و دوازدهم شوروی فرمان داد خود را به شرق رود دنیپر برسانند. روز بعد با گذر ارتش یازدهم ورماخت از رود دنیستر در موگیلف-پودولسکی و سوروکا، استاوکا در نهایت خطر جدی به محاصره افتادن نیروهای جبهه جنوبی و جنوب غربی را دریافت کرد. بدین ترتیب به ارتش‌های ششم، دوازدهم و هجدهم شوروی اجازه داده شد تا خط بیلا تسرکفا، کیتای-گورود و گایسین در ۱۰۰ کیلومتری غرب دنیپر عقب‌نشینی کنند. استاوکا همچنین به تیولنف دستور داد سپاه ۲ مکانیزه را عازم ناحیه اومان نماید تا جلوی پیشروی آلمانی‌ها در اراضی پشت سر جبهه جنوبی شوروی گرفته شود. این تدابیر بسیار دیر صورت می‌پذیرفت چرا که ارتش سرخ ۱۸ ژوئیه بیلا تسرکفا را رها کرده و بیشتر خط دفاعی جدید ارتش‌های ششم، دوازدهم و هجدهم شوروی از پیش زیر سلطه آلمانی‌ها بود. با این حال شرایط آب‌وهوایی و گل‌آلود بودن راه‌ها موجب کاهش سرعت پیشروی ارتش یازدهم ورماخت شد تا با گریختن یگان‌های ارتش سرخ طبق فرمان کیرپونوس با گذر از رود بوگ به سمت جنوب شرقی، آلمانی‌ها قادر به محاصره آن‌ها در ناحیه وینیتسا نشوند.

## طرح ورماخت
فرمان شماره ۳۳ پیشوا روز ۱۹ ژوئیه نیروهای آلمانی را موظف ساخت «از گریز مقادیر زیادی از قوای دشمن با گذر از رود دنیپر به عمق خاک روسیه جلوگیری کنند و آن‌ها را منهدم نمایند». بر این مبنا گروه ارتش جنوب می‌بایست با تهاجم متمرکز ارتش‌های ششم و دوازدهم شوروی را از بین می‌برد. بر این اساس گروه زرهی ۱ می‌بایست در دفاع ارتش سرخ که محور پیشروی آلمانی‌ها را در جهت وینیتسا و کوروستن سد کرده بود، رخنه می‌نمود و ارتش یازدهم ورماخت با پیوستن به تهاجم، به منظور یاری به گروه زرهی ۱، به سمت وینیتسا در شمال شرقی پیش می‌رفت. این تحرکات راه را برای به محاصره درآوردن نیروهای ارتش سرخ در جنوب غربی بردیچیف هموار می‌ساخت.

## ادامه حرکت گروه ارتش جنوب

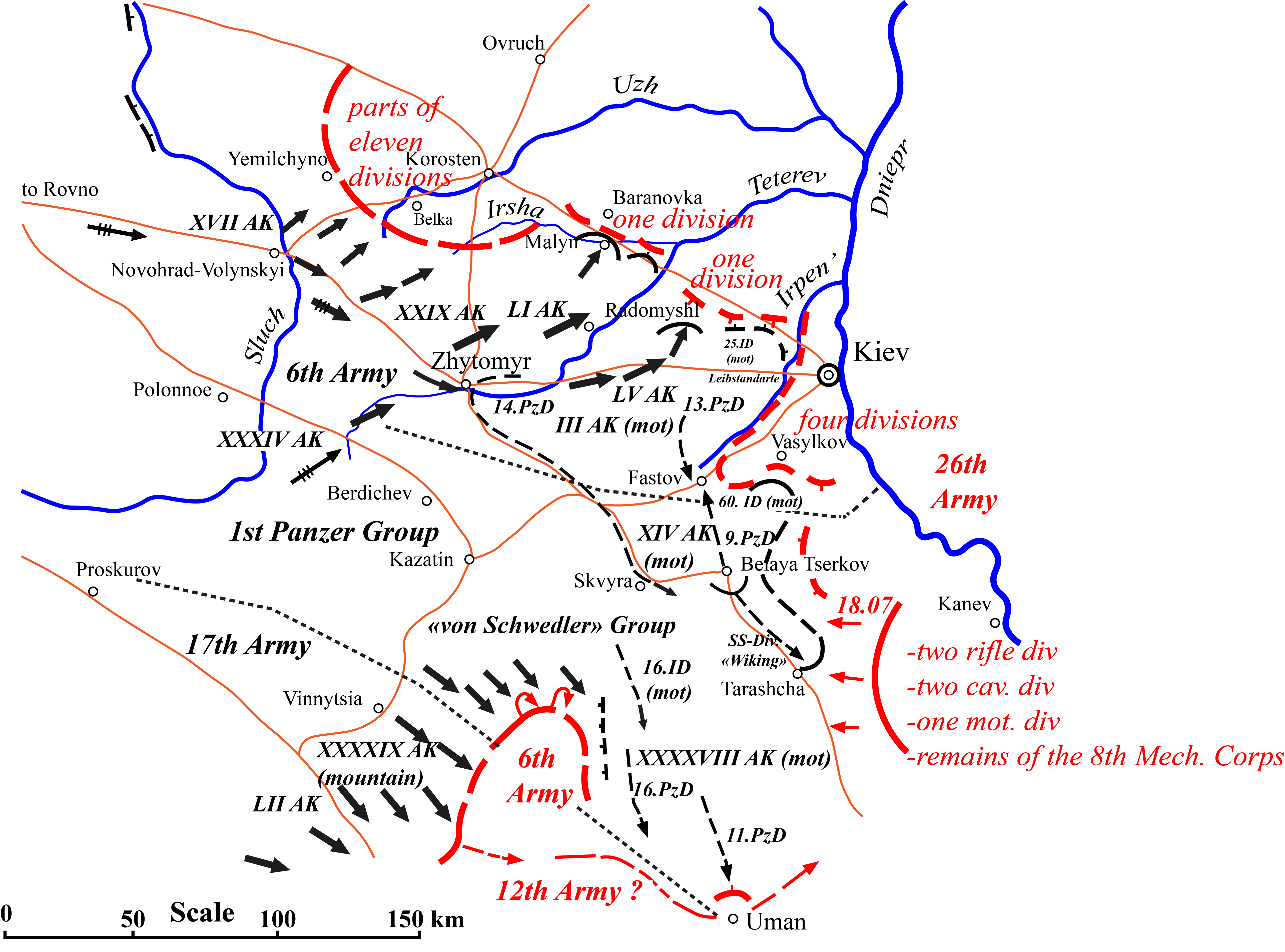
شرایط جبهه روز ۲۱ ژوئیه

با وجود مقاومت سرسختانه نیروهای ارتش سرخ و بارندگی شدید غیرمنتظره، ارتش هفدهم ورماخت موفق به رخنه در ناحیه وینیتسا گشت. نیروهای شوروی ضمن اجرای اقدامات تأخیر آفرین، سعی در اجتناب از گرفتاری در محاصره مهاجمان داشتند. والتر فن براوخیچ، فرمانده کل نیروی زمینی آلمان، فن روندشتت و هالدر به توافق رسیدند که گروه زرهی ۱ در ناحیه وسیع‌تری دشمن را به محاصره درآورد. شرایط میدان‌های نبرد، سبب گشت گروه زرهی ۱ موظف به رساندن خود به رود دنیپر و ایجاد گذرگاهی بر آن در جنوب کیف شود.

## تکمیل محاصره
روز ۲۱ ژوئیه نیروهای گروه زرهی ۱ در حال نزدیک شدن به اومان و تاراشچه و تکمیل محاصره ارتش‌های ششم و دوازدهم شوروی بودند. جهت مقاله با این شرایط، کیرپونوس به ارتش بیست و ششم شوروی فرمان داد با حرکت به سمت جنوب شرقی مسیر عقب‌نشینی ارتش‌های ششم و دوازدهم شوروی را باز نگاه دارد. ضد حمله ارتش بیست و ششم شوروی سپاه‌های ۳ و ۱۴ موتوریزه ورماخت را تا ۲۵ ژوئیه متوقف کرد اما سپاه ۴۸ موتوریزه ورماخت با عبور از سد دشمن، به پیشروی به سمت اومان ادامه داد و با تصرف موناستریشچه راه عقب‌نشینی دو ارتش دشمن را قطع کرد. با این وجود سپاه ۲ مکانیزه شوروی اجازه اتصال آن به ارتش هفدهم در جنوب و تکمیل محاصره تمامی نیروهای شوروی در شرق وینیتسا را نداد. این یگان‌های در معرض محاصره شوروی شامل ۲۴ لشکر، ۱ تیپ هوابرد و ۲ تیپ ضد تانک مجموعاً با ۱۳۰ هزار نفر، بیش از ۱۰۰۰ توپ و ۳۸۴ تانک می‌شد که به شدت فرسوده و تقریباً بدون تدارکات از جمله سوخت و مهمات بودند. در نهایت استاوکا ارتش‌های ششم و دوازدهم شوروی را موظف به تهاجم به جانب شرق و اتصال به ارتش بیست و ششم کرد. ارتشبد اوالت فن کلایست، فرمانده گروه زرهی ۱ ورماخت به منظور جلوگیری از این اتفاق با رساندن خود به موقعیت سپاه ۴۸ موتوریزه، آن را با دو لشکر پیاده‌نظام و یک هنگ پیاده‌نظام موتوریزه تقویت نمود.
افزایش مقاومت آلمانی‌ها، تلفات سنگین و کمبود جدی مهمات سبب توقف تلاش دو ارتش شوروی برای خروج از محاصره شد. لشکرهای این دو ارتش تنها یک چهارم از توپخانه اولیه و مجموعاً ۱۰۰۰ تا ۴۰۰۰ نفر در اختیار داشتند. با پیچیدگی شرایط تدارکات‌رسانی، این دو ارتش ۲۴ ژوئیه با مجوز استاوکا تحت امر جبهه جنوبی شوروی قرار گرفتند. روز بعد تیولنف به آن‌ها دستور داد به سمت خط زونیگورودکا و اومان عقب‌نشینی کنند و با شکستن خط محاصره سپاه ۴۸ موتوریزه ورماخت، سعی در باز کردن راهی به طرف شرق داشته باشند. در این زمان یک شکاف ۱۰۰ کیلومتری بین این دو ارتش و ارتش هجدهم شوروی در جنوب شرقی وجود داشت. نیروهای آلمانی در این قسمت حضور نداشتند و دو ارتش شوروی می‌توانستند از آن به عنوان راه گریز استفاده کنند. با این حال با توجه به عدم آگاهی استاوکا از این شرایط، اصرار بر خروج ارتش‌های ششم و دوازدهم به سمت شرق بود. روز ۲۸ ژوئیه تیولنف در گزارشی به استاوکا اذعان داشت «برآورد دقیق شرایط ارتش‌های ششم و دوازدهم غیرممکن است چرا که ارتباطاتی وجود ندارد.» استاوکا به اشتباه تصور می‌کرد آلمانی‌ها قصد دارند با کنار زدن این دو ارتش به رود دنیپر برسند و جهت ادامه عملیات به طرف دونباس، گذرگاهی بر این رود بین کی‌یف و چرکاسی تصاحب نمایند. از همین رو ۲۸ ژوئیه کیرپونوس و تیولنف موظف شدند جلوی پیشروی دشمن به سمت رود دنیپر را بگیرند.
پس از تثبیت شرایط خط مقدم، درحالیکه سپاه ۳ موتوریزه ورماخت در حال پوشش دادن جناح شرق بود و بوگوسلاو را ۲۶ ژوئیه و اوشانکا را ۲۹ ژوئیه تسخیر کرد، سپاه ۱۴ موتوریزه ورماخت پیشروی را از سرگرفت. بر خلاف انتظار استاوکا گروه زرهی ۱ و ارتش یازدهم ورماخت به حرکت خود برای محاصره و انهدام ارتش‌های ششم و دوازدهم شوروی که هم‌اینک تحت فرماندهی مشترک سرلشکر پاول پوندلین «گروه پونِدِلین» نامیده می‌شدند، ادامه دادند. با نگرانی از گریز نیروهای دشمن به سمت جنوب شرقی، فن کلایست به سپاه ۴۸ موتوریزه ورماخت دستور داد با گذر از شرق اومان، به سمت پرفومایسک پیش برود. در همین زمان ارتش هفدهم ورماخت مسیر سپاه ۴۹ خود به سمت جنوب شرقی تغییر داد. این عمل فرصت گریز دیگری برای گروه پوندلین فراهم آورد. با این حال تیولنف با از دست دادن این فرصت، همچنان خواهان خروج گروه پوندلین به سمت شرق بود. او ارتش هجدهم شوروی را جهت تقویت دفاع اومان اعزام کرد اما این ارتش خود جزو نیروهای نیمه محاصره‌شده در این ناحیه شد. سپاه ۴ مکانیزه شوروی موظف به باز کردن راه فراری برای یگان‌های در محاصره گشت. با وجود وارد آمدن خسارات بالا به آلمانی‌ها، حمله سپاه ۴ مکانیزه شوروی با تعداد اندکی تانک در نهایت به جایی نرسید تا بودیونی به استاوکا گزارش کند «تمامی تلاش‌ها برای عقب کشیدن ارتش‌های ششم و دوازدهم به سمت شرق و شمال شرقی بی‌ثمر هستند.» تا ۱ اوت ارتش بیست و ششم شوروی تا رود دنیپر عقب‌نشینی کرد اما همچنان گذرگاه‌هایی را در رژیشچف و کانف در اختیار داشت. در همین حال ارتش هجدهم شوروی نیز با فاصله گرفتن از گروه پوندلین، شروع به عقب‌نشینی به سمت جنوب شرقی کرد تا اومان به تصرف آلمانی‌ها دربیاید.

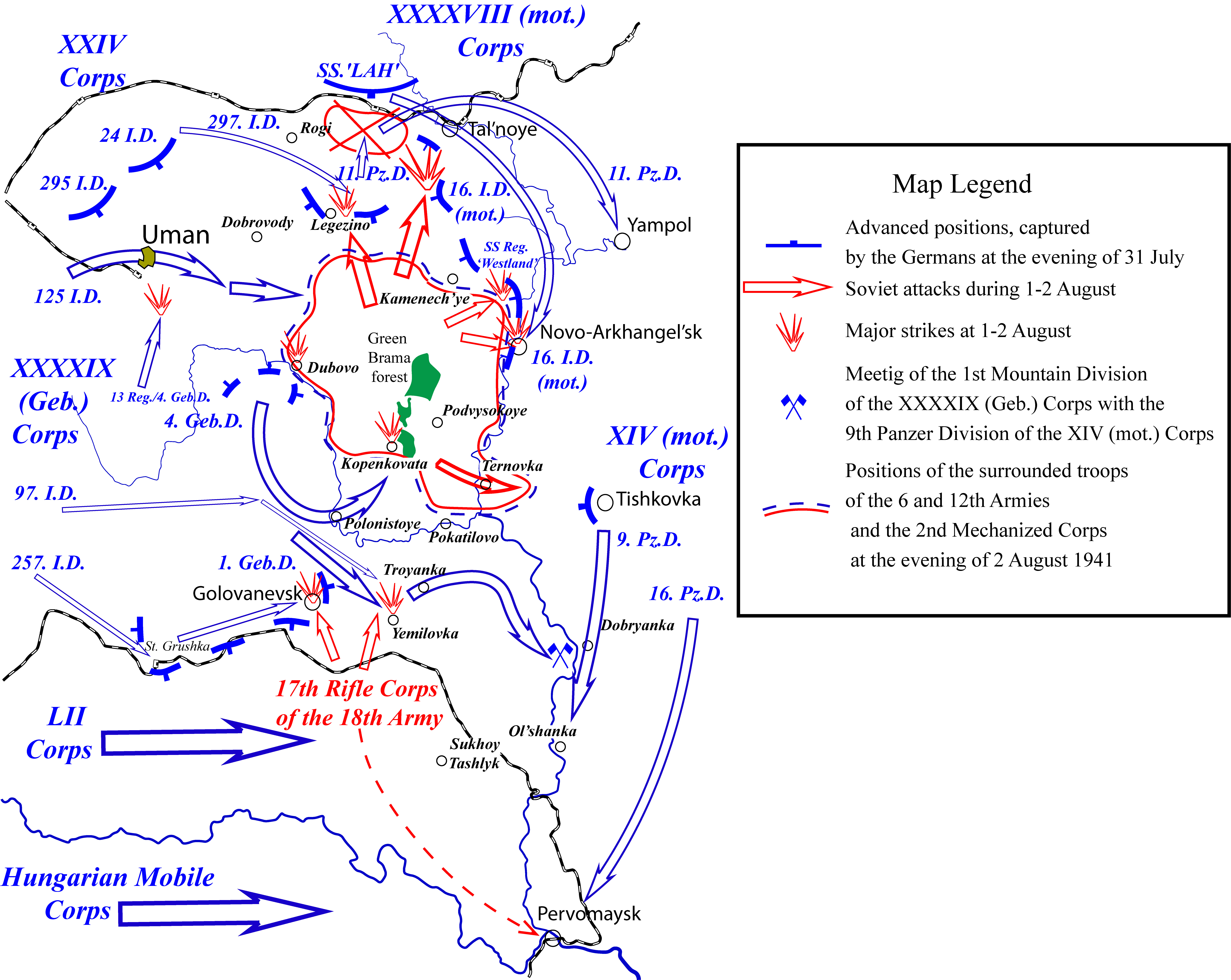
شرایط جبهه ۱–۲ اوت

در نهایت پس از تصرف پلی بر روی رود بوگ در پرفومایسک توسط لشکر شانزدهم زرهی ورماخت و رسیدن لشکرهای یکم کوهستان و نهم زرهی آن در نزدیکی ترویانکا به یکدیگر، ۳ اوت یگان‌های گروه زرهی ۱ و ارتش هفدهم ورماخت به یکدیگر متصل شدند تا محاصره را در جنوب شرقی اومان تکمیل نمایند. اتصال لشکر شانزدهم زرهی ورماخت به نیروهای مجارستانی در پرفومایسک محاصره کوچک‌تر دیگری پدیدآورد. تیولنف با عدم آگاهی از دو تکه شدن نیروهای تحت محاصره و با تصور این که دیواره شرقی محاصره تنها توسط نیروهای متحرک آلمانی تشکیل شده‌است، مجدداً دستور به «انهدام نیروهای رخنه کننده آلمانی با عملیات‌های فعال به سمت شرق و تصرف و مقاومت سخت در خط زونیگورودکا، برودتسکویه، نوو-آرخانگلسک، ترنووکا و کراسنوپوله» داد. در حقیقت دو سپاه موتوریزه گروه زرهی ۱ ورماخت با ۶ لشکر به همراه ۲ لشکر پیاده‌نظام دیگر در حال تهاجم به گروه پوندلین از جانب شرقی بودند.

## محاصره
با وجود تلاش فراوان جبهه جنوبی شوروی برای تدارکات‌رسانی هوایی، گروه پوندلین از ۴ اوت دیگر به حال خود رها شد. تا روز ۵ اوت مساحت ناحیه تحت محاصره به ۳۶ کیلومتر مربع کاهش یافت. در عرض تنها ۴ روز توپخانه ورماخت گلوله‌های بیشتری از مجموع مهمات مورد استفاده در جبهه غربی بر سر محاصره‌شدگان در ناحیه اومان ریخت. روز ۶ اوت دو ارتش ششم و دوازدهم شوروی به ترتیب سعی در خروج از محاصره به سمت شرق و جنوب کردند اما موفقیتی کسب ننمودند. تلاش بی‌حاصل دیگری نیز از جانب این نیروها در ۷ اوت صورت گرفت. درگیری در این ناحیه تا ۸ اوت ادامه پیدا کرد. در پایان نیروهای آلمانی ۱۰۳ هزار نفر از قوای ۲۵ لشکر در محاصره را به اسارت گرفته و ۳۱۷ تانک، ۸۵۸ توپ و ۲۴۲ توپ ضد تانک و ضدهوایی را به غنیمت درآورده یا منهدم نمودند.
ضمن کشته شدن ۲ فرمانده سپاه و ۶ فرمانده لشکر ارتش سرخ، فرماندهان هر دو ارتش در محاصره شوروی به همراه فرماندهان ۴ سپاه و ۱۱ لشکر جزو اسرا بودند. تنها ۱۱ هزار نفر از مجموع ۱۲۹ هزار نیروی این دو ارتش که عموماً از نفرات پشت خط مقدم بودند، نجات یافتند. استالین با صدور فرمان شماره ۲۷۰ استاوکا چندین تن از ژنرال‌های به اسارت درآمده شوروی را به «جنایت علیه وطن» متهم کرد. مدت کوتاهی بعد، دادگاه‌های نظامی این افراد را به صورت غیابی به اعدام محکوم نمودند. حکم پوندلین و سرلشکر نیکولای کیریلوف، فرمانده سپاه ۱۳ تفنگ‌دار پس از بازگشت از اسارت آلمانی‌ها اجرا شد.

## پیامدها
حدود ۲۰ لشکر ارتش‌های ششم، دوازدهم و هجدهم شوروی در این نبرد محاصره‌ای در ناحیه اومان منهدم شدند. به هر صورت، کیرپونوس موفق شد از انهدام کامل جبهه جنوب غربی شوروی جلوگیری کند و گروه ارتش جنوب ورماخت را از برنامه زمانی خود عقب بیندازد تا استاوکا بتواند نیروهای خود را بر ناحیه حساس اسمولنسک متمرکز نماید.